# 加色丁禮天主教艾勒高什教區
加色丁禮天主教艾勒高什教區（拉丁語：Eparchia Alquoshensis Chaldaeorum）是伊拉克一個東儀天主教（加色丁禮）教區，屬巴格達總教區。是伊拉克四個加色丁禮教區之一。
教區成立於1960年10月24日。2012年有22,300名教友、八個堂區、八名司鐸。現任教區主教為米哈·馬格達西。